# Grand Prix moto de Grande-Bretagne 2000
Le Grand Prix moto de Grande-Bretagne 2000 est le neuvième rendez-vous de la saison 2000 du championnat du monde de vitesse moto. Il s'est déroulé sur le circuit de Donington Park du 7 au 9 juillet 2000.
C'est la 24e édition du Grand Prix moto de Grande-Bretagne.

## Classement 500 cm3
| Pos  | Pilote              | Constructeur | Temps/Écart     | Points |
| ---- | ------------------- | ------------ | --------------- | ------ |
| 1    | Valentino Rossi     | Honda        | 52 min 37 s 246 | 25     |
| 2    | Kenny Roberts Jr    | Suzuki       | +0 s 395        | 20     |
| 3    | Jeremy McWilliams   | Aprilia      | +0 s 944        | 16     |
| 4    | Loris Capirossi     | Honda        | +23 s 037       | 13     |
| 5    | Jurgen vd Goorbergh | TSR-Honda    | +25 s 574       | 11     |
| 6    | Norifumi Abe        | Yamaha       | +27 s 057       | 10     |
| 7    | Àlex Crivillé       | Honda        | +29 s 617       | 9      |
| 8    | Sete Gibernau       | Honda        | +30 s 166       | 8      |
| 9    | Max Biaggi          | Yamaha       | +30 s 873       | 7      |
| 10   | Tadayuki Okada      | Honda        | +31 s 584       | 6      |
| 11   | Carlos Checa        | Yamaha       | +38 s 869       | 5      |
| 12   | Régis Laconi        | Yamaha       | +44 s 057       | 4      |
| 13   | John McGuinness     | Honda        | +1 min 03 s 534 | 3      |
| 14   | Alex Barros         | Honda        | +1 min 13 s 535 | 2      |
| 15   | Anthony Gobert      | Modenas      | +1 min 15 s 652 | 1      |
| 16   | Nobuatsu Aoki       | Suzuki       | +1 min 31 s 057 |        |
| 17   | Garry McCoy         | Yamaha       | +1 tour         |        |
| 18   | Sébastien Le Grelle | Honda        | +1 tour         |        |
| Abd. | José Luis Cardoso   | Honda        | Abandon         |        |
| Abd. | Phil Giles          | Honda        | Abandon         |        |
| Abd. | Tetsuya Harada      | Aprilia      | Abandon         |        |

## Classement 250 cm3
| Pos  | Pilote             | Constructeur | Temps/Écart     | Points |
| ---- | ------------------ | ------------ | --------------- | ------ |
| 1    | Ralf Waldmann      | Aprilia      | 49 min 41 s 073 | 25     |
| 2    | Olivier Jacque     | Yamaha       | +0 s 344        | 20     |
| 3    | Naoki Matsudo      | Yamaha       | +1 s 609        | 16     |
| 4    | Tohru Ukawa        | Honda        | +6 s 909        | 13     |
| 5    | Jason Vincent      | Aprilia      | +22 s 714       | 11     |
| 6    | Alex Debón         | Aprilia      | +43 s 663       | 10     |
| 7    | Shinya Nakano      | Yamaha       | +47 s 345       | 9      |
| 8    | Johann Stigefelt   | TSR-Honda    | +1 min 12 s 409 | 8      |
| 9    | David Checa        | TSR-Honda    | +1 min 13 s 408 | 7      |
| 10   | Daijiro Kato       | Honda        | +1 min 23 s 370 | 6      |
| 11   | Sebastian Porto    | Yamaha       | +1 min 37 s 181 | 5      |
| 12   | Lucas Oliver Bulto | Yamaha       | +1 min 54 s 363 | 4      |
| 13   | Gary Haslam        | Honda        | +1 min 54 s 697 | 3      |
| 14   | Vincent Philippe   | Honda        | +2 min 00 s 208 | 2      |
| 15   | Julien Allemand    | Yamaha       | +1 tour         | 1      |
| 16   | Klaus Nohles       | Aprilia      | +1 tour         |        |
| 17   | Jarno Janssen      | TSR-Honda    | +1 tour         |        |
| 18   | Fonsi Nieto        | Yamaha       | +1 tour         |        |
| 19   | Jason Davis        | Honda        | +1 tour         |        |
| Abd. | Lee Jackson        | Honda        | Abandon         |        |
| Abd. | David Tomas        | Honda        | Abandon         |        |
| Abd. | Ivan Clementi      | Aprilia      | Abandon         |        |
| Abd. | Jamie Robinson     | Aprilia      | Abandon         |        |
| Abd. | Anthony West       | Honda        | Abandon         |        |
| Abd. | Roberto Rolfo      | Aprilia      | Abandon         |        |
| Abd. | Shahrol Yuzy       | Yamaha       | Abandon         |        |
| Abd. | Franco Battaini    | Aprilia      | Abandon         |        |
| Abd. | Adrian Coates      | Aprilia      | Abandon         |        |
| Abd. | Sébastien Gimbert  | TSR-Honda    | Abandon         |        |
| Abd. | Tom Tunstall       | Honda        | Abandon         |        |
| Abd. | Marco Melandri     | Aprilia      | Abandon         |        |
| Abd. | Luca Boscoscuro    | Aprilia      | Abandon         |        |

## Classement 125 cm3
| Pos  | Pilote             | Constructeur | Temps/Écart     | Points |
| ---- | ------------------ | ------------ | --------------- | ------ |
| 1    | Youichi Ui         | Derbi        | 43 min 28 s 374 | 25     |
| 2    | Emilio Alzamora    | Honda        | +0 s 752        | 20     |
| 3    | Noboru Ueda        | Honda        | +3 s 104        | 16     |
| 4    | Roberto Locatelli  | Aprilia      | +4 s 181        | 13     |
| 5    | Masao Azuma        | Honda        | +4 s 358        | 11     |
| 6    | Mirko Giansanti    | Honda        | +14 s 117       | 10     |
| 7    | Lucio Cecchinello  | Honda        | +14 s 609       | 9      |
| 8    | Jaroslav Huleš     | Italjet      | +28 s 730       | 8      |
| 9    | Angel Nieto Jr     | Honda        | +35 s 300       | 7      |
| 10   | Randy de Puniet    | Aprilia      | +38 s 275       | 6      |
| 11   | Gianluigi Scalvini | Aprilia      | +38 s 957       | 5      |
| 12   | Alex De Angelis    | Honda        | +43 s 184       | 4      |
| 13   | Arnaud Vincent     | Aprilia      | +49 s 993       | 3      |
| 14   | Toni Elias         | Honda        | +1 min 00 s 467 | 2      |
| 15   | Pablo Nieto        | Derbi        | +1 min 06 s 862 | 1      |
| 16   | Max Sabbatani      | Honda        | +1 min 07 s 560 |        |
| 17   | Marco Petrini      | Aprilia      | +1 min 10 s 485 |        |
| 18   | Steve Jenkner      | Honda        | +1 min 13 s 586 |        |
| 19   | Leon Haslam        | Italjet      | +1 min 23 s 679 |        |
| 20   | Stuart Easton      | Honda        | +1 min 46 s 031 |        |
| 21   | Éric Bataille      | Honda        | +1 min 52 s 377 |        |
| 22   | William de Angelis | Aprilia      | +1 min 59 s 279 |        |
| 23   | Paul Robinson      | Honda        | +2 min 15 s 991 |        |
| Abd. | Manuel Poggiali    | Derbi        | Abandon         |        |
| Abd. | Simone Sanna       | Aprilia      | Abandon         |        |
| Abd. | Ivan Goi           | Honda        | Abandon         |        |
| Abd. | Gino Borsoi        | Aprilia      | Abandon         |        |